# Международный фестиваль квир-культуры (Санкт-Петербург)
Международный фестиваль «КвирФест» (англ. International Festival "QueerFest") — ежегодный международный правозащитный фестиваль в Санкт-Петербурге, посвящённый темам квир-культуры, «инаковости», непохожести в культуре и современном российском обществе. Цель фестиваля — создание площадки для диалога между различными частями общества, чтобы развивать толерантность каждой и каждого к невидимым и стигматизированным группам. В борьбе с гомофобией, бифобией, трансфобией и ксенофобией в целом, фестиваль выбирает язык, доступный пониманию каждой и каждого — язык культуры, искусства и красоты. Фестиваль проводится правозащитной ЛГБТ-инициативной группой «Выход» с 2009 года.

## Предпосылки и концепция
В мае 2006 года в Москве ЛГБТ-активистами планировалось проведение фестиваля гей-лесби-культуры «Радуга без границ». Среди его участников были заявлены в том числе художники Серж Головач и Сева Галкин. Фестиваль должен был стать мирной альтернативой запланированному в этом же месяце первому в России гей-параду. Параллельное проведение двух различных мероприятий стало следствием раскола российского ЛГБТ-сообщества из-за разного понимания методов борьбы за свои права Организаторы заявляли, что целью фестиваля является создание диалога между ЛГБТ и остальным российским обществом посредством искусства, развенчивание мифов и стереотипов, преодоление непонимания, страха и ненависти. Однако широкое освещение в СМИ планов проведения гей-парада вызвало активизацию националистов и религиозных экстремистов которые устроили серию нападений на гей-клубы накануне планировавшегося открытия фестиваля,, в результате чего его проведение было сорвано.
В 2008 году в Санкт-Петербурге в Международный день борьбы с гомофобией инициативная группа молодых ЛГБТ-активистов (в сотрудничестве с Российской ЛГБТ-сетью и Nuntiare et Recreare) одним из первых своих мероприятий организовала однодневный фестиваль лесби-гей-культуры «Мини-фест». Его целями стали консолидация ЛГБТ-сообщества, «борьба с внутренней гомофобией» и привлечение внимания к защите прав сексуальных меньшинств. На фестивале выступили автор-исполнитель Ольга Краузе, поэты Марина Чен и Никита Подвысоцкий, группа «pinКот», а также травести-шоу.
По мере накопления опыта проведения крупных культурных мероприятий ЛГБТ-активисты переосмыслили их концепцию. Этому способствовали слабая представленность в условиях современной России ЛГБТ-искусства и граждански ответственного искусства, воспитывающего в обществе приятие «другого», а также отсутствие в стране площадки для представителей более широкой и актуальной квир-культуры. В итоге в 2009 году был основан Международный фестиваль квир-культуры. При этом термин «квир» используется в широкой трактовке, для обозначения любой не соответствующей традиции модели поведения и идентичности. Организаторы декларируют право на самовыражение для всех людей, независимо от своих взглядов, веры, пола, гендера, сексуальности и любых других признаков. Они отмечают важность в создании площадки без ксенофобии и дискриминации для объединения людей с разными идентичностями и культурами вокруг творчества и общих ценностей: любви, толерантности и взаимного уважения. Таким образом они предлагают бороться со стереотипами, предрассудками и ненавистью по отношению к «инаковым» людям.

## I КвирФест
Первый квир-фестиваль прошёл с 17 по 27 сентября 2009 года под девизом «КВИР — Культура Во Имя Равенства», став, согласно организаторам, первым в России крупным мероприятием подобной тематики. Деятели культуры десять дней обсуждали и обыгрывали темы «инаковости», культурного разнообразия, толерантности и дискриминации, нормы и «ненормальности», мужчины и женщины. Мероприятия форума по данным организаторов посетило в общей сложности более 3.000 человек.
Участниками фестиваля стали музыкальные группы «Колибри», «Ива Нова», «Бетти», «Снега», поэты Дита Карелина, Лия Киргетова, Елена Новожилова, исполнители Ольга Краузе, Татьяна Пучко, Ульяна Ангелевская, Театральная Лаборатория Вадима Максимова, Содружество актёров ТеФа, правозащитные организации Молодёжное правозащитное движение, Эгида СПб и многие другие. В рамках форума прошли фотовыставки, театральные представления, концерты рок-музыки и авторской песни, поэтические вечера, кинопоказы, арт-мастерские, драг-кинг шоу, семинары и дискуссии. Запланированное выступление Артёма Семёнова (Дива Урсула) было отменено из-за болезни артиста. Фестиваль официально поддержали консульства Нидерландов и Швеции, ряд правозащитных организаций и культурных объединений
Несмотря на собственную непростую историю и предшествующий фактический запрет в Петербурге ЛГБТ-кинофорума «Бок о бок» фестиваль прошёл без происшествий. Известный рок-музыкант Алексей Рахов высказал мнение, что вряд ли фестиваль решит глобальные проблемы, но он надеется на то, что люди начнут задумываться: «Нельзя оскорблять человека из-за того, что он другой, не такой, как ты. Нельзя презирать человека другой культуры, нужно искать в его культуре что-то интересное. Это единственный путь, который поможет нам не превратиться в зверей». Социолог Светлана Ярошенко отметила: «Практически каждый может оказаться в такой ситуации („странных“ людей). Однако часто кажется, что ситуация исключительная. А мне бы хотелось, чтобы исключительность стала не модой и не игрой в равенство, а предметом практического диалога». Со своей поддержкой также выступила певица Елена Юданова.
Участник проектов «Свободные радикалы» и «GayRussia.Ru» Олег Васильев обвинил организаторов в использовании термина «квир» в качестве ширмы для прикрытия на самом деле гей-лесби-мероприятия (из-за боязни конфликта с властями). Он также обратил внимание на практически полное отсутствие в программе многих вопросов квир-тематики: андрогинности, БДСМ-культуры, межпоколенческих отношений, проблематики полиаморных союзов, взаимодействия гендера и этнокультурной идентичности. По мнению Васильева таким образом организаторы не только не охватили тему «инаковости» полноценно, но и потворствовали замалчиванию проблем ЛГБТ-сообщества и противостояния гетеронормативности. Журнал «Time Out» невысоко оценил уровень проведения фестиваля, в его первую годовщину отметив, что он напоминал «скорее капустник».
| 17-27 сентября | КЦ «Красное Знамя»                       | Выставка «Фото-Фест Fiolet» | «Выход из шкафа» Лиды Михайловой, «Другой взгляд» ОО «Инсайт» (Киев), «Девочка и девочка» Татьяны Ракитиной, короткометражные фильмы художниц Глюкли и Цапли, работы Липы Энгель (Кёльн), Юли Никоновой, Кристины Доменеч (Барселона), Фанни Альбертовна, Юля Отто, Юлия Агафонова и др. |
| 19 сентября    | Клуб «Революция»                         | Концерт «Квир-Бард Фест»    | Ольга Краузе, Юлия Сивакова и Ольга Васильева, Татьяна Пучко, Ульяна Ангелевская, Елена Цертлих, Ольга Воронцова, Василий Романов, Олег Разыгрин, Мария Сабунаева, Вита Власс, группа «Самолёты не тают», студия танца «Амстердам»                                                       |
| 19 сентября    | Клуб «Маугли»                            | «Ночь-Фест»                 | Выступление финалистов конкурса Драг-кинг и Sindel (Артур Васильев). |
| 20 сентября    | Клуб «Place»                             | «Квир-Театр»                | - Перфоманс «Про Бога и синее платье», Театральный перфоманс «Дванадва» (Одесса) - Пьеса «Голубая марсианка», «Мастерская театральных экспериментов» - Моноспектакль по творчеству Александра Вертинского «Письма к Лиличке», Ульяна Ангелевская                                         |
| 21 сентября    | Офис «ЦРНО»                              | «Квир-Семинары»             | - Арт-мастерская от ОО «Инсайт» (Киев) - Семинар «Радужное культурное сотрудничество между странами Северной и Восточной Европы» от ILGCN (Швеция) |
| 22 сентября    | Общественная приемная по трудовым правам | «Квир-Семинары»             | Семинар «Дискриминации женщин в трудовой сфере» от «Эгида СПб» |
| 23 сентября    | Офис «ЦРНО»                              | «Квир-Семинары»             | Семинар «Правда о мужчинах и женщинах» от «Гендр-L» |
| 23 сентября    | КЦ «Красное Знамя»                       | «Квир-Семинары»             | «А есть ли норма?» Показ фильма «Вместе» и дискуссия от «Молодёжного правозащитного движения» |
| 24 сентября    | КЦ «Красное Знамя»                       | «Квир-Семинары»             | Дискуссия «Художник на стороне слабого» от Оргкомитета фестиваля и "Арт-собес"а |
| 25 сентября    | Кафе «Funny Dogs»                        | «Квир-Семинары»             | Арт-мастерская Лии Киргетовой |
| 25 сентября    | Клуб «Red Club»                          | «Квир-театр»                | «Танец Травести» от «Театральной Лаборатории Вадима Максимова» |
| 26 сентября    | Клуб «Революция»                         | Концерт «Квир-Рок Фест»     | Группы «Колибри», «Ива Нова», «Бетти», «Снега», «FiLLiN», «Xenos», «Bosie», «Катрина», «Проект’4е», «Вверх по встречной», «Do za music», «Курылы». Выступление танцоров студии «3dance» и боди-арт шоу.                                                                                  |
| 27 сентября    | Клуб «Триэль»                            | «Поэтический слэм-фест»     | Ирина Горюнова, Елена Новожилова, Дита Карелина (Минск), Марта Яковлева, Аня Ру, Марина Лебедева, Риу дель Магра, Никита Подвысоцкий, Киргетова Лия, Катя Эрдеш, Злата Линник, Таня Иванова, Руслан Желубовский, Владимир Хрустале)                                                      |
| 27 сентября    | Клуб «Place»                             | «Квир-театр»                | «Любовь дона Перлимплина» по пьесе Гарсиа Лорки от Независимой труппы «Содружество актёров ТеФа» |
| 27 сентября    | Клуб «Триэль»                            | «Ночь-фест»                 | Закрытие Международного квир-фестиваля. Вечеринка в клубе 3L. Выступление американской рок-группы «Бетти» |

## II КвирФест
Второй квир-фестиваль прошёл с 16 по 25 сентября 2010 года под девизом «Искусство быть собой». Он получил широкую общественную поддержку: со словами приветствия выступили генеральный консул Великобритании Уильям Эллиотт, российские журналисты Владимир Познер, Валерий Панюшкин и Артемий Троицкий мэр Берлина Клаус Воверайт, шведский музыкант Джей-Джей Йохансон, бельгийская певица Лара Фабиан, режиссёр и директор секции «Панорама» Берлинского кинофестиваля Виланд Шпек, американский режиссёр Джон Кэмерон Митчелл, писательница Мария Арбатова, британский актёр и писатель Стивен Фрай,. Они отметили важность формирования в обществе ценностей толерантности, взаимоуважения и гражданского равенства, борьбы с дискриминацией и ксенофобией в её различных проявлениях (сексизмом, гомофобией, расизмом).
В то же время ряд националистических, православных, родительских и социалистических организаций (в их числе «Народный собор», «Молодые социалисты России», Национальная Ассоциация «Генетика», «Собор родителей России», «Корпорация православного действия» Кирилла Фролова и тд.) выступили с требованиями о запрете фестиваля, обвинив его в распространении «тлетворного западного влияния», «пропаганде порока, разврата и греха», «пропаганде гомосексуализма», «привлечении новых адептов» и «растлении детей», разрушении здоровья нации, ценностей семьи и брака. Истинной целью проведения фестиваля активисты называли провокацию беспорядков с последующей инициацией «репрессий» против противников. Однако лидер петербургского «Молодёжного Яблока» Александр Гудимов назвал подобную критику надуманной. Некоторые религиозные активисты заявили о своем намерении провести акции протеста.
За день до открытия фестиваля площадка для фотовыставки (Выставочный центр Санкт-Петербургского Союза Художников) расторгла договор об аренде. Организаторы арт-форума заявили, что Комитет по культуре Санкт-Петербурга оказал давление на руководство Союза Художников с целью срыва мероприятия. Однако комитет отверг обвинения, отметив при этом, что якобы на указанной площадке в это время проводится детская выставка. В 2008 году с подобными проблемами столкнулся оргкомитет ЛГБТ-кинофестиваля «Бок о бок». В итоге открытие выставки всё же состоялось в назначенную дату на другой площадке. Не обошлось без ряда инцидентов: неизвестные объявили заминированной одну из площадок фестиваля, был испорчен баннер на выставке, а организаторы стали получать письма с угрозами. В связи со сложившейся ситуацией с поддержкой фестиваля выступили Московская Хельсинкская группа, правозащитник Александр Винников, общество «Мемориал», Молодёжное Яблоко, Молодёжное правозащитное движение, Комитет за рабочий интернационал, Музей сновидений Фрейда, Правозащитный совет Санкт-Петербурга, Кампания против эксплуатации и дискриминации женщин, Ресурсный Правозащитный Центр, ЭКОперестройка, медиапроект Полит-грамота и другие. ЛГБТ-активистами было организовано пикетирование Комитета культуры Санкт-Петербурга.
В рамках фестиваля под руководством Олега Гаркуши («АукцЫон») и Алексея Рахова («Странные игры») прошёл рок-концерт, в котором приняли участие шведский музыкант Джей-Джей Йохансон, группы Theodor Bastard, Снега и другие. Группа МультFильмы в последний момент не смогла принять участие в выступлении. Также прошли посвящённая квир-культуре фотовыставка, выступления драг-кинг, научно-практическая конференция, дефиле мод, выступления поэтов, спектакли и другие мероприятия. На фестивале обсудили проблемы отношения творчества и гражданского общества, художника и гражданина, просвещающую роль искусства, ненормативности внешнего облика, квир-идентичность в России и тд.
Социолог Алек Эпштейн отметил важность проведения фестиваля для продвижения в России не только ценностей толерантности, но и идей либерализма и западничества вообще. Поэт Дмитрий Кузьмин назвал задумку квир-фестиваля «симпатичным по замыслу» гей-проектом, однако поэтическую его составляющую оценил крайне низко. Он выразил мнение, что в России на данный момент нет гей-культуры как значимого явления в искусстве, которое бы влияло на широкие массы, а есть субкультура, которая имеет низкий уровень и интересна только узкому кругу «своих». Критик Радиф Кашапов («Частный Корреспондент») в целом отметил отсутствие в программе фестиваля чего-то шокирующего, пошлого или скандального, назвав фестиваль с одним из событий в череде петербургской арт-афиши. Журналистка Мария Панкевич выразила схожее мнение, она также отметила, что несмотря на невысокий уровень оформления, данное мероприятие несёт интересную и важную смысловую нагрузку.
| 16-25 сентября | Клуб «V-Club»           | Фотовыставка «И Другие»                         | Анна Харина, Risk Hazekamp, Jasper Groen, Лида Михайлова, Назик Арменакян, daisybirdcorin, Полина Задирако, Mirjam Tonnaer, Екатерина Сытник, Ян Слуцкий, Леда Бархатная, Алёна Petite, Victor de Castro, Александра Деменкова, Глюкля, Катя Панина, Двое Троицких, Тима Сергеев, koivo, Юлия Вишневецкая, Денис Хоменков |
| 16-25 сентября | Музей сновидений Фрейда | Фотовыставка «И Другие»                         | Проект «Нарциссы» |
| 18 сентября    | Клуб «V-Club»           | «Квир-дефиле»                                   | Художницы Глюкля и Цапля совместно с Eva, Катерина, Вера, Инна |
| 18 сентября    | Клуб «V-Club»           | Дискуссия                                       | Дискуссия «Несправедливость. Бесправие. Дискриминация. Волнуют ли эти вопросы российских художников?» Гости: режиссёр Идан Рихтер (Израиль), актёр Оушен Лерой (Германия), художники Глюкля, Валерий Вальран. Модератор Виктор Воронков                                                                                   |
| 18 сентября    | Клуб «Шум»              | Международный Фестиваль DragKing                | «DragKingStudio», «Eyes Wild Drag» (Италия), специальный гость Оушен Лерой (Германия). Ведущая травести Sindel (Артур Васильев). |
| 19 сентября    | Клуб «Шум»              | «Музыкальный марафон»                           | Группы «Дуэт Неразлучники», «С.H.U.», «Сны Марсельезы», «Неудачный роман», «ПитерSky», исполнители Артур Васильев (Sindel), Ульяна Ангелевская |
| 20 сентября    | Клуб «Эфир»             | Театральный сборник «Под углом иной реальности» | Спектакли «Всем по шапке» и «Полное затмение» от «Театра им. Которого нельзя называть» |
| 21 сентября    | Офис «ЦРНО»             | «МультФест»                                     | Сборник Квир-мультфильмов от «Молодёжного правозащитного движения» |
| 22 сентября    | Клуб «Эфир»             | Театральный сборник «Под углом иной реальности» | - Спектакль-концерт Татьяны Кучеровой - Моноспектакль «Глубже» от Лии Киргетовой |
| 23 сентября    | Клуб «V-Club»           | Семинар                                         | Научно-практический семинар «Возможен ли квир по-русски?»: Квир-теория, квир-исследования, конструирование гендерно-сексуальной идентичности и др. |
| 24 сентября    | Клуб «Шум»              | «Поэтический ринг»                              | Ольга Долгих, Антон Ярыгин, Роза Неврозова, Таня Иванова, Марина Банделюк, Поль Корде, Таша Грановская, Ольга Плотникова, Злата Линник, Марта Яковлева, Алекс Theatre_No, Апрель Алхимов |
| 25 сентября    | Клуб «Орландина»        | «Рок-фестиваль»                                 | Джей-Джей Йохансон (Швеция), группы «Theodor Bastard», «Снега», «С. О. К.», «MDPN&MADESh», «Стереотипы», Иван Убежавший (VJ_Ubejavshiy), «Simba Vibration», «Ягода Гало», «Do za music», «Нерва», «B.B.Queen». Ведущий Олег Гаркуша, координатор Алексей Рахов                                                            |

## III КвирФест
Третий КвирФест прошёл с 15 по 25 сентября 2011 года. По оценкам организаторов фестиваль посетило около 2000 человек. Основными целями арт-форума как и в прошлые годы были объявлены демонстрация разнообразия идентичностей, поддержка права каждого человека быть собой, независимо от сексуальной ориентации и гендерной идентичности, противостояние насилию и дискриминации. Оргкомитет подчеркнул: «Проблема социальной исключенности есть, она реальна. Но людям, которые с этим не сталкивались, очень трудно понять и принять это как свою проблему. Искусство помогает им пережить этот опыт, как свой личный, заставляет задуматься и вызывает ощущение сопереживания. Язык искусства общечеловечен и доступен для всех. Именно это дает нам возможность понять друг друга быстрее». Фестиваль стал основным получателем средств из Фонда Стокгольмского гей-прайда в 2011 году, так как «выполняет чрезвычайно важную работу по укреплению позиций ЛГБТК-граждан в Санкт-Петербурге». Проведение мероприятие анонсировал официальный сайт Уполномоченного по правам человека в Санкт-Петербурге Алексея Козырева. Организаторы также отметили толерантную оценку фестиваля городским Комитетом по культуре.
Проведение фестиваля сопровождалось призывом некоторых националистических организаций к его отмене и попыткой нападения на церемонию открытия. Однако организаторы отметили существенное снижение противостояния по сравнению с предыдущим годом, что оценили как следствие роста толерантности в обществе, хотя на открытии неизвестные хулиганы бросили на входе яйца и даже самодельный взрывпакет, а прилегающие территории были раскрашены надписями «14/88» и «White Power». Во время проведения фотовыставки Ольги Ахметьевой руководство арт-площадки «Непокоренные, 17» попыталась цензурировать работы, в итоге выставка была перенесена в галерею «МАрт».
В фестивале приняли участие группы Zdob Si Zdub, Ива Нова, FiLLiN, MONOЛИЗА, Cuibul, Снега, певец Оскар, художники Серж Головач, Стивен Бекли, Маттиа Инсолера, правозащитники Наталья Евдокимова, Леонид Романков и десятки других молодых художников, поэтов, исполнителей и гражданских активистов. При этом в рамках дискуссионной панели фестиваля впервые состоялся открытый диалог с противниками его проведения, в частности с управляющим делами РОСХВЕ Константином Бендасом, утверждающим главенство института семьи как союза мужчины и женщины и считающим гомосексуальность грехом. Состоялись обсуждение проблем соблюдения прав женщин и феминизма, вопросы цензуры и восприятия прав человека в России. Кроме программных мероприятий в рамках фестиваля прошли встречи с художниками Сержем Головачом, Маттиа Инсолера, шведским писателем ЛГБТ-активистом Хоканом Линдквистом, а также презентация Федерации ЛГБТ-спорта России.
Журналист и литератор Валерий Панюшкин отметил: «Таких дискуссий должна быть не одна, не две, а сотни: каждый день, по этому поводу, по-другому поводу — по всяким поводам». Корреспонденты «Piter.tv» назвали фестиваль «ярким и разносторонним».
| 15-24 сентября | Галерея «МАрт»                        | Выставка «Queerография»                              | Серж Головач, Стивен Бекли (Торонто), Яна Ясенева (Торонто), Кирилл Слободянюк, Ольга Ахметьева |
| 15-24 сентября | Лофт-проект «Этажи»                   | Выставка «Queerография»                              | Маттиа Инсолера (Барселона) |
| 15-24 сентября | Открытая студия «Непокоренные 17»     | Выставка «Queerография»                              | Кир Эсадов, Антон Шуров |
| 15-24 сентября | Творческая мастерская «КвARTира»      | Выставка «Queerография»                              | Надя Плунгян, Ксения Иванова, Karina Sembe, Полина Задирако, Лида Михайлова, Микаэла, Екатерина Гайдукова, Елена Максимова, Полина Корчагина, Евгений Фельдман, Анна Артемьева, Катя Романова, Маша Плу, Марина Гаврилова, Умная Маша                                |
| 17 сентября    | Творческая мастерская «КвARTира»      | «Что вы знаете о женщинах? Феминизм в каждой из нас» | Открытая лекция Джудит/Джек Халберстам «Новые течения в феминизме: Гага-феминизм»; ярмарка-презентация женских и феминистских организаций России и Украины; ток-шоу «Здравствуйте, я — феминистка!»                                                                  |
| 18 сентября    | Клуб «Money-Honey»                    | «QueerФьюжн: Музыка & Поэзия»                        | «ИЛ 9», Алиса Макарова, Юга, Настя Васильева, Ирина Белая, Вольта, Виктория Радовская, Марта Кохань, Анна Страутман, Нино Самсонадзе |
| 22 сентября    | Офис «ЦРНО»                           | «Культура и права человека»                          | Дискуссия: «Россия: между свободой слова и цензурой». Участники: журналист Валерий Панюшкин, правозащитник Леонид Романков, Гуля Султанова, Игорь Кочетков, организатор фестиваля «Открой глаза!» Евгений Коновалов                                                  |
| 23 сентября    | «Лазурный берег» Центральный яхт-клуб | Вечер «НочьФест»                                     | Специальный гость певец Оскар. А также Ольга Моцак, Dj Tr-meet, dj VAMPIRA, «DragKing Studio», «Strip Ladies and Boys Infinity» |
| 24 сентября    | Офис «ЦРНО»                           | «Культура и права человека»                          | Дебаты: «Концепт прав человека в традициях России: нужны ли россиянам права человека?» Участники: правозащитник Андрей Юров, журналист Валерий Панюшкин, психотренер Максим Сырбу, Константин Бендас (РОСХВЕ), Нина Таганкина (МХГ), Максим Анмегикян (ИЛГА-Европа). |
| 25 сентября    | КЗ «Аврора»                           | Рок-концерт «Стоп Гомофобия»                         | Группы «Zdob și Zdub», «Ива Нова», «FiLLiN», «MONOЛИЗА», «Cuibul», «Снега» |

## IV КвирФест
Четвёртый КвирФест прошёл с 20 по 29 сентября 2012 года. Всего мероприятия фестиваля посетило около 2000 человек. В преддверии форума искусств свою поддержку ему выразила экс-солистка группы «Тату» Лена Катина. Приветствие фестивалю направили Уполномоченный по правам человека в Санкт-Петербурге А. В. Шишлов, британский актёр Иэн Маккеллен, группа Scissor Sisters.
В фестивале приняли участие музыкальная группа Лены Катиной, «КуБа», «Алоэ Вера», Алла Костина, музыкант Инка Лишенкевич («Ива Нова»), художники Диего Вергес, Анника Карлсон Риксон и Анна Виола Холлберг, Марина Винник, Ксения Храбрых и др. Музейную панель форума представляли Шведский институт, Музей истории науки Швеции, Музей полиции в Стокгольме, Музей истории Югославии, арт-центр «Пушкинская, 10» и Российский этнографический музей. Специальными гостями на церемонии открытия были генеральные консулы и представители генеральных консульств, представители культурных институтов ряда европейских стран в Петербурге, правозащитных и ЛГБТ-организаций. Фестивальные мероприятия посетили министры ряда европейских стран (Финляндии — Пааво Архинмяки, Швеции — Ньямко Сабуни, Бельгии — Паскаль Смет).
Организаторы и участники фестиваля выразили своё возмущение принятым в 2012 году в Петербурге законом о запрете «пропаганды гомосексуализма», высказав мнение, что он ограничивает свободу слова, фактически вводит цензуру и провоцирует насилие в отношении ЛГБТ. В частности они обратили внимание на гомофобную цензуру фестиваля «Парижские сезоны». Правозащитники особо подчеркнули важность проведения фестиваля в сложившихся условиях, поскольку подобный диалог помогает критически оценивать сложные вопросы. Министры Паскаль Смет и Ньямко Сабуни, принявшие участие в фестивале, инициировали на проходящей в это же время Конференции министров по молодёжной политике стран-членов Совета Европы внесение в декларацию пункта о недопустимости дискриминации по признаку сексуальной ориентации. Это предложение обернулось скандалом, поскольку российская сторона отказалась подписывать такой вариант, впервые в истории сорвав подписание данного документа.
Помимо дискуссии вокруг принятия новых законов и их последствий в этом году фестиваль затронул проблемы сохранения и представления истории и культуры ЛГБТ-сообщества,, понятия «квир-семья», семьи как таковой, эйджизма, дискриминации инвалидов, феминизма, трансгендерности и традиции, осознанного одиночества и полиамории, взаимоотношения творчества и гражданского активизма, роли ООН в положении ЛГБТ, феминистского искусства в России, и тд.
| 20-29 сентября | - Арт-центр «Тайга» - Галерея «Март» | Выставка «Queerография»                         | «Лудрук» Диего Вергес, «Спасибо» Анаис Сартини, Ксения Храбрых, «Своя комната» Евгения Белорусец, «Лесбийская утопия Джей Ди» Кэсс Берд, «Всегда мечтала о свадебном платье» Марина Винник, «Заново проживая переходный возраст» Эван Шварц, «Состояние сознания» Аника Карлсон Риксон и Анна Виола Холлберг, «Параграф 1» куратор Ульф Петерссон, «Мальчики» Ольга Ахметьева, «Лесбо драма» Умная Маша |
| 22 сентября    | Арт-центр «Тайга»                    | Семинар «Транс-теория»                          | Ведущий: писатель Аше Гарридо. Доклад по транс-феминизму от Яны Ситниковой (Партия «Яблоко»). Специальный гость: фламандский министр по делам молодёжи, образования и равных возможностей Паскаль Смет |
| 23 сентября    | Арт-центр «Тайга»                    | «Феминистское искусство»                        | «Российское феминистское искусство. Обзор и анализ» Надя Плунгян, «Феминистское видео» Марина Винник, «Феминистский арт-активизм» Елена Максимова, «Феминистские зины» Ира Гниль и Таня Егорова. Ведущие: Мария Сабунаева, Таня Егорова |
| 24 сентября    | Арт-центр «Тайга»                    | «Арт-движение: культура и гражданский активизм» | Встреча с художниками выставки «Queerография»: Диего Вергес, Марина Винник, Аника Карлсон Риксон и Анна Виола Холлберг, Наталья Чермалых, Ксения Храбрых, Анаис Сартини |
| 25 сентября    | Галерея «Март»                       | «День музеев»                                   | Открытие выставки «Параграф 1» (Швеция). На открытии присутствовали Ньямко Сабуни (министр гендерного равенства Швеции), Ян Нюберг (генеральный консул Швеции в Санкт-Петербурге), Андерс Ёрн (Шведский институт). Дискуссия: «Сложные темы в традиционном музее», участники: Нильс Оландер (Музей истории науки Швеции), Сюзанна Найман (куратор Музея полиции в Стокгольме), Анастасия Пацей (Пушкинская, 10), Дмитрий Дубровский (Российский этнографический музей). Модератор Катарина Живанович, директор музея истории Югославии (Белград) |
| 26 сентября    | Арт-центр «Тайга»                    | «Арт-движение: культура и гражданский активизм» | «Комиксы как средство выражение гражданской позиции». Комикс-мастерские от проекта «Респект» (проект «КомМиссия», института Гёте и «Винзавода»). Вудущие: Хихус и Настя Галашина |
| 27 сентября    | Клуб «MOD»                           | «Муzлаборатория»                                | Участники: Инка Лишенкевич («Ива Нова»), «Алла Костина», «Алоэ Вера», «Cosmocats». Ведущий: Дмитрий Адамович. |
| 28 сентября    | Арт-центр «Тайга»                    | «Три шага до ООН»                               | Дискуссия о универсальной системе прав человека ООН. Ведущая: Ксения Кириченко |
| 29 сентября    | КЗ «Аврора»                          | Концерт «Гомофобии.net»                         | Концерт экс-солистки группы «Тату» Лены Катины, а также Саша Балакирева («КуБа») и Макс Берестов |

## V КвирФест
Пятый квир-фестиваль в Петербурге прошёл с 19 по 28 сентября 2013 года. Организаторы выразили обеспокоенность в связи с тем, что новый федеральный закон о запрете «пропаганды гомосексуализма», который согласно обещаниям чиновников не должен был касаться сферы искусства, был применен как основание для цензуры российского фильма «Зимний путь» и французского мюзикла «Все песни только о любви». В день открытия ЛГБТ-активисты, пришедшие на фестиваль, подверглись нападению; прибывший во время церемонии открытия депутат Виталий Милонов устроил дежурство у входа и, по словам ЛГБТ-активистов, оскорблял проходящих внутрь людей.
Юбилейный, пятый квир-фестиваль был посвящён 20-й годовщине отмены 121-й статьи Уголовного кодекса, каравшей мужчин за гомосексуальные связи. Открыла арт-форум выставка «ЛГБТ: Россия, XX век», посвящённая истории ЛГБТ-сообщества. На ней были представлены фотодокументы и свидетельства жизни известных геев и лесбиянок прошлого: Петра Чайковского, Алексея Апухтина, Михаила Кузмина, Зинаиды Гиппиус, Софии Парнок, Лидии Гинзбург и т. д. Отдельно были выделены судьбы жертв уголовного преследования в СССР: Геннадия Трифонова, Зиновия Корогодского, Сергея Параджанова и т. д.. Впервые были показаны документы по делу о «гей-клубе» в Петрограде в 1921 году. Открыл фестиваль с помощью видеообращения британский актёр Стивен Фрай. Он высказал возмущение репрессивной российской политикой и высказал надежду на перемены к лучшему. Свою поддержку накануне открытия фестиваля высказал шведский певец и продюсер Александр Бард (известный по группам Army of Lovers, Vacuum, Alcazar): «Мистер Путин, я буду прямолинеен: мы никогда не отступим. Борьбу за право человека на любовь нельзя остановить». В программе фестиваля прошли выставки, концерты, семинары, встречи, дискуссии и ворк-шопы. Особое внимание СМИ привлекла встреча ЛГБТ-полицейских России и Швеции.
| 19-28 сентября | Мастерская «Несуществующий этаж» | Фотовыставка «ЛГБТ: Россия, 20 век»                                   | Выставка, посвящённая истории ЛГБТ в России под кураторством историка искусства Нади Плунгян (Россия) и Ульфа Петерсона (Швеция). |
| 20 сентября    | Мастерская «Несуществующий этаж» | Дискуссия «Боль и недоверие: бифобия в лесбийском сообществе»         | Модератор — феминистка и исследовательница гендера Вера Акулова |
| 21 сентября    | Клуб «Infinity»                  | Концерт                                                               | Выступление группы «Gravitonas» |
| 21 сентября    | Клуб «Infinity»                  | «Ночь Фест»                                                           | Танцевальные проекты «Fe’Fellas», «All-Inclusive», «DragKing Studio» |
| 22 сентября    | Клуб «Куб»                       | Лекция «Музыка как катализатор социальных изменений»                  | Выступление Александра Барда о свободе информации, правах ЛГБТ и музыке как двигателе социальных изменений. |
| 23 сентября    | Мастерская «Несуществующий этаж» | Встреча «ЛГБТ-полицейские в России и Швеции: защита и сотрудничество» | Встреча представителей организации ЛГБТ-полицейских Швеции и российских ЛГБТ-сотрудников правоохранительных органов. |
| 24 сентября    | Мастерская «Несуществующий этаж» | Встреча «Гордые родители»                                             | «Родительский клуб» (ЛГБТ-организации «Выход») и «Сеть гордых родителей Швеции» |
| 25 сентября    | Мастерская «Несуществующий этаж» | Дискуссия «Феминизм. Существует ли женщина в ЛГБТ-движении?»          | - кандидат философских наук, доцент САФУ, исследовательница гендера, руководитель ЛГБТ-организации «Ракурс» Ольга Поспелова - кандидат психологических наук, доцент РГПУ, исследовательница гендера, психолог и психотерапевт Мария Сабунаева |
| 26 сентября    | Мастерская «Несуществующий этаж» | Практическая мастерская                                               | «Арт-активизм: быстрые трафареты и граффити» |
| 27 сентября    | Мастерская «Несуществующий этаж» | Ворк-шоп                                                              | «Антисексизм на каждый день». Что такое сексизм? Как и почему он существует, методы борьбы. |
| 28 сентября    | Мастерская «Несуществующий этаж» | Ворк-шоп                                                              | «Квир-солидарность». Квир-феминистский коллектив из Вены (Австрия). |
| 28 сентября    | Мастерская «Несуществующий этаж» | «Прайд-недели: разные страны, разные истории?»                        | Что такое «гей-прайд»? Как начиналось и развивалось ЛГБТ-движение в мире. |
| 28 сентября    | Клуб «MOD»                       | Концерт «Питер без гомофобии»                                         | Инна Лишенкевич (экс-лидер «Ива Нова»), проект «Neon Lights» Евгения Лазаренко («МультFильмы») и Макса Хагена («Fuzz»), «Time Out»), «Снега»                                                                                                  |

## VI КвирФест
Шестой «КвирФест» состоялся в Петербурге с 18 по 28 сентября 2014 года.

## VII КвирФест
Седьмой «КвирФест» состоялся в 2015 году с 17 по 27 сентября в Санкт-Петербурге.

## XIII КвирФест
13-й Квирфест состоялся в 2021 году с 23 сентября по 3 октября в Санкт-Петербурге.